# Le Roi Louis
Le Roi Louis ou Le Roy Louis est une chanson moderne vantant la vaillance et la détermination du roi français Louis IX, qui se prépare à embarquer pour la septième croisade.
Ce chant, enregistré par le chœur de la Joyeuse Garde, est basé sur un air traditionnel qui fut populaire au XVIIe siècle. Il s'agit de La Fille au Roy Louis, une chanson relatant l’amour interdit entre la fille du roi Louis IX et un chevalier nommé Déon. Le chœur de la Joyeuse Garde réutilise cette mélodie en y donnant de nouvelles paroles à propos des croisades.

## Signification
L'axe de la chanson se centre autour de l'appel de Louis à ses barons, qui ont des doutes et des excuses pour ne pas l'accompagner. Pourtant, le roi conteste leurs objections une par une.
À la fin de la chanson le roi réussit à convaincre ses vassaux de l'accompagner, puis ils embarquent vers l'Égypte.

## Paroles[4]
Le Roy Louis a convoqué,

Tous ses barons et chevaliers.

Le Roy Louis a demandé,

« Qui veut me suivre où que j'irai ? »

Les plus ardents se sont dressés,

Ont juré Foi, Fidélité.

Les plus prudents ont deviné,

Où le Roy les voulait mener.

Ainsi parla le Duc de Baume,

« Je combattrai pour le royaume ».

Le Roy lui dit « C'est point assez :

Nous défendrons la Chrétienté ».

Ainsi parla Seigneur d'Estienne :

« Je défends la terre chrétienne,

Mais je ne veux pas m'en aller

Semer la mort dessus la mer ».

« Ah », dit le Roy, « notre domaine,

S'étend sur la rive africaine,

Jusqu'au désert le plus avant.

C'est notre fief, et prix du sang ».

S'en est allé le Roy Louis.

Les plus fidèles l'ont suivi.

S'en sont allés bien loin, bien loin,

Pour conquérir le fief divin.